# Konjevrate
Konjevrate su naselje u sastavu Grada Šibenika, u Šibensko-kninskoj županiji. Nalazi se oko 10 kilometara sjeveroistočno od Šibenika.

## Stanovništvo
Prema popisu iz 2011. naselje je imalo 173 stanovnika.
| broj stanovnika | 925   | 1043  | 233   | 224   | 270   | 296   | 345   | 362   | 299   | 337   | 369   | 258   | 237   | 193   | 182   | 173   | 179   |
|                 | 1857. | 1869. | 1880. | 1890. | 1900. | 1910. | 1921. | 1931. | 1948. | 1953. | 1961. | 1971. | 1981. | 1991. | 2001. | 2011. | 2021. |

## Prirodne ljepote
Vidikovac Vidovića Greda s kojega se pruža prekrasan pogled na Brnu i spoj Čikole i Krke
- Ljeti
- Zimi

## Znamenitosti
- crkva svetog Ivana Krstitelja[5]